# 淡黑鑷麗魚
淡黑鑷麗魚（学名：Labidochromis caeruleus）為輻鰭魚綱鱸形目隆頭魚亞目慈鯛科的其中一種，分布於非洲馬拉威湖流域，體長可達8.1公分，棲息在底中層水域，生活習性不明，可做為觀賞魚。
當此魚感受到驚嚇時，會因應程度在魚身顯出黑間紋。

## 名称由来
1935年动物学家英博文·特罗梅斯（Ethelwynn Trewavas）将Labidochromis属划分并命名。到了1956年，弗莱尔（G.Fryer）将在马拉维湖娜卡特湾（Nkhata Cove）采集到的身体白色，背鳍上带着黑边，雄性在发情期会映衬出淡淡的蓝色的鱼种命名为Labidochromis caeruleus，实际上这鱼种应该是黄色非洲王子的一种地域型远亲，正是因为这个原因，这个品种学名中"caeruleus"在拉丁语中实际上是“蓝色”的意思。到了1986年后，黄色的非洲王子被大量推向观赏鱼市场，知名度越来越高，逐渐掩盖了其它地域型远亲，各国学者也逐渐开始使用Labidochromis caeruleus 这一学名来称呼黄色的非洲王子并沿用至今。在观赏鱼市场中的通俗名称是“非洲王子”、“yellow Labidochromis Morph”（意为：黄色的lab变种）或者“electric yellow”（意为：黄色的闪电）。